# بوب ألين (سياسي أمريكي)
بوب ألين (بالإنجليزية: Bob Allen)‏ هو سياسي أمريكي، ولد في 30 سبتمبر 1958. حزبياً، نشط في الحزب الجمهوري. وقد انتخب عضو مجلس نواب فلوريدا ( – 26 فبراير 2008).